# Hipposideros coronatus
Hipposideros coronatus is een vleermuis uit het geslacht Hipposideros die gevonden is in Mainit (provincie Surigao del Norte, Mindanao) en op Polillo (provincie Quezon, bij Luzon), allebei in de Filipijnen. Deze soort behoort tot de H. bicolor-groep. Sinds de beschrijving in 1871 was deze soort slechts van één exemplaar bekend, maar in 2001 zijn er op Poilillo drie nieuwe exemplaren gevangen. Twee daarvan werden weer vrijgelaten; de volgende informatie is gebaseerd op het derde exemplaar, een jong mannetje. De rug is bruin, de onderkant oranje. Het neusblad lijkt op dat van H. bicolor, maar verschilt daar op een aantal punten van. De kop-romplengte bedraagt 56,4 mm, de staartlengte 34,5 mm, de voorarmlengte 50,2 mm, de oorlengte 15 mm en de schedellengte zo'n 16,5 mm. Mogelijk komt de soort in grote delen van de Filipijnen voor, maar zijn de veelgebruikte vangstmethoden ongeschikt door deze soort.
Hipposideros abae · Himalayarondbladneus (Hipposideros armiger) · Hipposideros ater · Hipposideros beatus · Hipposideros bicolor · Hipposideros boeadii · Hipposideros breviceps · Gewone rondbladneus (Hipposideros caffer) · Hipposideros calcaratus · Hipposideros camerunensis · Hipposideros cervinus · Hipposideros cineraceus · Reuzenrondbladneus (Hipposideros commersoni) · Hipposideros coronatus · Hipposideros corynophyllus · Hipposideros coxi · Hipposideros crumeniferus · Hipposideros curtus · Hipposideros cyclops · Hipposideros demissus · Hipposideros diadema · Hipposideros dinops · Hipposideros doriae · Hipposideros durgadasi · Hipposideros dyacorum · Hipposideros edwardshilli · Hipposideros fuliginosus · Hipposideros fulvus · Hipposideros galeritus · Hipposideros gigas · Hipposideros grandis · Hipposideros halophyllus · Hipposideros hypophyllus · Hipposideros inexpectatus · Hipposideros inornatus · Jonesrondbladneus (Hipposideros jonesi) · Hipposideros khaokhouayensis · Hipposideros khasiana · Hipposideros lamottei · Hipposideros lankadiva · Hipposideros larvatus · Hipposideros lekaguli · Hipposideros lylei · Hipposideros macrobullatus · Hipposideros madurae · Hipposideros maggietaylorae · Hipposideros marisae · Hipposideros megalotis · Hipposideros muscinus · Maleise rondbladvleermuis (Hipposideros nequam) · Hipposideros obscurus · Hipposideros orbiculus · Hipposideros papua · Hipposideros pelingensis · Hipposideros pomona · Hipposideros pratti · Hipposideros pygmaeus · Hipposideros ridleyi · Hipposideros rotalis · Hipposideros ruber · Hipposideros scutinares · Hipposideros semoni · Hipposideros sorenseni · Schneiders rondbladneus (Hipposideros speoris) · Hipposideros stenotis · Hipposideros sumbae · Hipposideros thomensis · Hipposideros turpis · Hipposideros vittatus · Hipposideros wollastoni